# Štěpánka Komárková
Štěpánka Komárková (* 22. března 1976 Mariánské Lázně) je spoluzakladatelka a členka správní rady Karel Komárek Family Foundation (KKFF). Časopis Forbes ji v roce 2019 umístil na 40. místo žebříčku nejvlivnějších žen Česka.
Nadaci KKFF založila spolu s manželem Karlem Komárkem v roce 2017. Nadace podporuje festival Dvořákova Praha, Nadaci Proměny, Kennedy Centrum a individuální projekty.
Štěpánka Komárková spolupředsedá mezinárodnímu výboru Kennedy centra pro umění ve Washingtonu.
Většinu své profesní kariéry působila v oblasti Business Developmentu v českých i anglicky psaných business magazínech na českém trhu. Například v redakci časopisu Esquire amerického vydavatelství Hearst Internacional. V roce 2015 založila vlastní interiérové studio SIMPLIN.